# (1896) Beer
(1896) Beer es un asteroide perteneciente al cinturón de asteroides descubierto el 26 de octubre de 1971 por Luboš Kohoutek desde el observatorio de Hamburgo-Bergedorf, Alemania.

## Designación y nombre
Beer recibió inicialmente la designación de 1971 UC1.
Más adelante se nombró en honor del astrónomo bohemio Arthur Beer (1900-1980).

## Características orbitales
Beer orbita a una distancia media de 2,368 ua del Sol, pudiendo alejarse hasta 2,893 ua. Su inclinación orbital es 2,22° y la excentricidad 0,2216. Emplea en completar una órbita alrededor del Sol 1331 días.